# الوطاة (يافع)

تعديل مصدري - تعديل

الوطـاة هي إحدى قرى عزلة لبعوس بمديرية يافع التابعة لمحافظة لحج، بلغ تعداد سكانها 52 نسمة حسب تعداد اليمن لعام 2004.